# 코모도 사이버시큐리티
코모도 사이버시큐리티(Comodo Cybersecurity, 이전 명칭: 코모도 그룹/Comodo Group, Inc.)은 컴퓨터 소프트웨어와 SSL 디지털 인증 등을 제공하는 비공개 기업 집단으로 본사는 미국 뉴저지주 클리프턴에 위치하며, 영국, 우크라이나, 루마니아, 중국, 인도, 터키 등지에 지사가 있다. 2015년 2월 기준, 코모도는 SSL 인증서 발행 시장 점유율 1위를 차지한다.

## 같이 보기
- 바이러스 검사 소프트웨어 목록

## 참조
1. ↑  “How US entrepreneur's global internet security firm started life in Bradford”. 《Telegraph & Argus》. 2014년 9월 3일. 2014년 9월 3일에 확인함.
2. ↑  “Comodo Company Locations”. 2015년 8월 14일에 확인함.
3. ↑  “Comodo SSL leads Symantac”. 2015년 2월 26일에 원본 문서에서 보존된 문서. 2015년 2월 12일에 확인함.
4. ↑  “w3techs - Comodo SSL leads Symantac”. 2015년 2월 12일에 확인함.